# Paulo Renato (futebolista)
Paulo Renato Valério Calado Rodrigues (Alcácer do Sal, 14 de Maio de 1987) é um futebolista português, defesa central, que joga habitualmente a defesa.
Esteve emprestado pelo Sporting ao Olhanense, da Liga Vitalis na época 2008/2009.
No início da época 2009/2010 foi cedido ao Clube de Futebol Estrela da Amadora.

## Títulos
- Liga de Honra: 2008-09